# Trần Hồng Hà (Vĩnh Phúc)
Trần Hồng Hà (sinh ngày 2 tháng 8 năm 1966), tại xã Tiên Lữ, huyện Lập Thạch, tỉnh Vĩnh Phúc là một chính trị gia người Việt Nam. Ông hiện là đại biểu quốc hội Việt Nam khóa XIV nhiệm kì 2016-2021, thuộc đoàn đại biểu quốc hội tỉnh Vĩnh Phúc, Thẩm phán Toà án nhân dân tối cao, Phó Chủ tịch Nhóm nghị sĩ hữu nghị Việt Nam - Anh. Ông đã trúng cử đại biểu quốc hội năm 2016 ở đơn vị bầu cử số 2, tỉnh Vĩnh Phúc gồm có các huyện Bình Xuyên, Tam Dương, Tam Đảo, Lập Thạch, Sông Lô. Ông từng là Chánh án Tòa án nhân dân tỉnh Vĩnh Phúc.

## Xuất thân
Trần Hồng Hà sinh ngày 2 tháng 8 năm 1966 quê quán ở xã Tiên Lữ, huyện Lập Thạch, tỉnh Vĩnh Phúc.
Ông hiện cư trú ở Số nhà 48, phố Lê Duẩn, phường Liên Bảo, thành phố Vĩnh Yên, tỉnh Vĩnh Phúc.

## Giáo dục
- Giáo dục phổ thông: 10/10
- Đại học Luật
- Thạc sĩ Luật
- Cử nhân lí luận chính trị

## Sự nghiệp
Ông gia nhập Đảng Cộng sản Việt Nam vào ngày 9/12/1994.
Ông từng là đại biểu Quốc hội Việt Nam khóa XIII, tỉnh Vĩnh Phúc, kiêm Tỉnh ủy viên, Bí thư Ban cán sự Đảng, Bí thư Đảng ủy; Chánh án Tòa án nhân dân tỉnh; Ủy viên Ủy ban Pháp luật của Quốc hội, làm việc ở Tòa án nhân dân tỉnh Vĩnh Phúc.
Ngày 11 tháng 8 năm 2015, ông được Chủ tịch nước Việt Nam bổ nhiệm chức danh Thẩm phán cao cấp theo Quyết định số 1692/QĐ-CTN.
Khi ứng cử đại biểu Quốc hội Việt Nam khóa XIV vào tháng 5 năm 2016 ông đang là Tỉnh ủy viên, Bí thư Ban cán sự Đảng, Bí thư Đảng ủy Tòa án nhân dân, Chánh án Tòa án nhân dân tỉnh Vĩnh Phúc; Ủy viên Ủy ban Pháp luật của Quốc hội, làm việc ở Tòa án nhân dân tỉnh Vĩnh Phúc.
Ngày 18/11/2020, ông được Chủ tịch nước Cộng hoà xã hội chủ nghĩa Việt Nam Nguyễn Phú Trọng bổ nhiệm làm Thẩm phán Toà án nhân dân tối cao.
Ông đã trúng cử đại biểu quốc hội năm 2016 ở đơn vị bầu cử số 2, tỉnh Vĩnh Phúc gồm có các huyện Bình Xuyên, Tam Dương, Tam Đảo, Lập Thạch, Sông Lô, được 309.924 phiếu, đạt tỷ lệ 79,87% số phiếu hợp lệ.
Ông hiện làm việc tại Toà án nhân dân tối cao